# Euptera intricata
Euptera intricata is een vlinder van de familie van de Nymphalidae, van de onderfamilie van de Limenitidinae. De wetenschappelijke naam van de soort is voor het eerst voorgesteld door Per Olof Christopher Aurivillius in een publicatie uit 1894.
Deze vlinder komt voor in de bossen van Kameroen en Gabon.